# Wriezen
Wriezen è una città di 7 200 abitanti del Brandeburgo, in Germania.

Appartiene al circondario del Märkisch-Oderland.
Wriezen, pur non appartenendo ad alcuna comunità amministrativa, ospita la sede dell'Amt Barnim-Oderbruch.

## Società

### Evoluzione demografica
- Sviluppo della popolazione dal 1875 entro gli attuali confini (Linea Blu: Popolazione; Linea puntata: Confronto dello sviluppo della popolazione dello Stato del Brandenburgo; Sfondo grigio: Ai tempi del governo nazista; Sfondo rosso: Al tempo del governo comunista)
- Sviluppo recente della popolazione (Linea blu) e previsioni

| Anno | Abitanti |
| ---- | -------- |
| 1875 | 11 738   |
| 1890 | 10 302   |
| 1910 | 10 467   |
| 1925 | 10 364   |
| 1933 | 10 574   |
| 1939 | 10 509   |
| 1946 | 8 731    |
| 1950 | 9 375    |
| 1964 | 8 486    |
| 1971 | 9 168    |
| 1981 | 9 289    |

| Anno | Abitanti |
| ---- | -------- |
| 1985 | 9 564    |
| 1989 | 9 300    |
| 1990 | 9 243    |
| 1991 | 9 009    |
| 1992 | 8 864    |
| 1993 | 8 758    |
| 1994 | 8 690    |
| 1995 | 8 629    |
| 1996 | 8 658    |
| 1997 | 8 720    |

| Anno | Abitanti |
| ---- | -------- |
| 1998 | 8 605    |
| 1999 | 8 617    |
| 2000 | 8 519    |
| 2001 | 8 410    |
| 2002 | 8 285    |
| 2003 | 8 250    |
| 2004 | 8 206    |
| 2005 | 8 109    |
| 2006 | 8 105    |
| 2007 | 7 944    |

| Anno | Abitanti |
| ---- | -------- |
| 2008 | 7 809    |
| 2009 | 7 703    |
| 2010 | 7 679    |
| 2011 | 7 487    |
| 2012 | 7 425    |
| 2013 | 7 379    |
| 2014 | 7 328    |
| 2015 | 7 355    |
| 2016 | 7 331    |
| 2017 | 7 259    |

| Anno | Abitanti |
| ---- | -------- |
| 2018 | 7 254    |
| 2019 | 7 174    |
| 2020 | 7 125    |

Fonti dei dati sono nel dettaglio nelle Wikimedia Commons..

## Geografia antropica
Alla città di Wriezen appartengono le seguenti frazioni (Ortsteil):
- Altwriezen/Beauregard (comprendente le località di Altwriezen e Beauregard)
- Biesdorf (comprendente le località di Biesdorf e Franzenshof)
- Eichwerder (comprendente le località di Eichwerder, Jäckelsbruch e Thöringswerder)
- Frankenfelde
- Haselberg (comprendente le località di Haselberg e Rädikow)
- Lüdersdorf (comprendente le località di Lüdersdorf, Landhof e Mariannenhof)
- Rathsdorf (comprendente le località di Rathsdorf, Altgaul e Neugaul)
- Schulzendorf (comprendente le località di Schulzendorf e Marienberg)

## Amministrazione

### Gemellaggi
Wriezen è gemellata con:
- Hachiōji
- Mieszkowice